# 奧莉薇亞·波德莫爾
奧莉薇亞·羅斯·波德莫爾（英語：Olivia Rose Podmore，1997年5月24日—2021年8月9日），新西蘭女子單車運動員。她曾參與2016年夏季奧林匹克運動會和2018年大英國協運動會。

## 早年生活
波德莫爾於1997年在基督城出生，父母分別為菲利普和粘克，她亦有一位名為米契爾的哥哥。她中學時期就讀於米德爾頓格蘭奇學校。

## 生涯
2015年，波德莫爾搬往懷卡托劍橋，與紐西蘭國家單車隊一同接受訓練。在同年於阿斯塔納舉行的UCI世界青年場地單車錦標賽，她聯同·在團體競速賽獲得銀牌，並在個人計時賽中獲得銅牌。
2016年，波德莫爾參加了世界場地單車錦標賽團體競速賽項目，其後亦有與隊友娜塔莎·汉森參與里約熱內盧奧運的團體競速賽，但在資格賽中落敗，最終以第九名完成比賽。在同屆的競輪賽中，她發生意外，只能以第25名完成比賽。在個人爭先賽資格賽中則以第23名完成。
2017年，波德莫爾成為了紐西蘭競輪賽的冠軍，於同年的大洋洲場地單車錦標賽，她在500米計時賽中取得第2名的成績，亦與艾瑪·康明在團體競速賽奪得第2名的成績。2018年，她代表紐西蘭到澳洲黃金海岸參與大英國協運動會，在個人競速賽中，她在半準決賽被淘汰，在競輪賽中則以第6名的成績完成。2019年，她在大洋洲場地單車錦標賽中贏得500米計時賽金牌。她其後亦參與了2019年和2020年世界場地單車錦標賽中的團體競速賽項目。
波德莫爾雖然達到了進入2020年奧林匹克運動會的資格，但未獲紐西蘭奧林匹克委員會選中出征奧運。

## 逝世
2021年8月9日傍晚，波德莫爾在劍橋的寓所逝世，得年24歲，其死因為疑似自殺，已轉交驗屍官調查。她在逝世前曾在Instagram上發佈貼文，講述頂尖賽事給予運動員的壓力，又指「甚麼事都比不上贏的感覺」。
波德莫爾的葬禮於8月13日舉行，由於她在2020年夏季奧林匹克運動會閉幕典禮後不到24小時逝世，而所有紐西蘭運動員在2019冠狀病毒病疫情下均需要接受14天隔離，無法出席該日的葬禮，8月27日將在劍橋舉行另一場追悼會。